# Simon Špilak
Simon Špilak, né le 23 juin 1986 à Tišina, est un coureur cycliste slovène. Professionnel de 2008 à 2019, il a notamment remporté le Tour de Romandie en 2010 (course où il compte également trois deuxièmes places) et le Tour de Suisse en 2015 et 2017. Spécialiste des courses par étapes, il se montre le plus performant lors de courses disputées dans le froid ou la pluie.

## Biographie
En catégorie juniors en 2004, Simon Špilak est champion de Slovénie sur route et du contre-la-montre. Il termine à la deuxième place de la Coupe du monde UCI Juniors dont il remporte deux manches, Liège-La Gleize et le Grand Prix Général Patton. Il est troisième du championnat du monde sur route juniors.
En 2005, il est recruté par l'équipe continentale slovène Krka-Adria Mobil. Cette année-là, il est champion de Slovénie sur route espoirs (moins de 23 ans). Avec l'équipe nationale de cette catégorie, il est neuvième du championnat d'Europe sur route. Présent aux championnats du monde espoirs, il y prend la septième place de l'épreuve chronométrée, avant de se voir refuser de départ pour la course en ligne, en raison d'un hématocrite supérieur à 50%. En 2006, il se classe septième du championnat d'Europe du contre-la-montre et huitième du championnat du monde de cette discipline en 2006. En 2007, il gagne la Côte picarde et se classe quatrième du Tour de l'Avenir, manche de la Coupe des Nations U23, et participe ainsi à la victoire finale de la Slovénie dans cette compétition. Durant cette saison, Špilak est également quatrième du Tour de Slovénie et dix-septième du championnat du monde sur route des moins de 23 ans.
En 2008, l'équipe ProTour italienne Lampre recrute Simon Špilak et lui fait signer un contrat de deux ans. Pour ses débuts dans l'élite, il prend la douzième place de Paris-Nice, se classant notamment huitième d'étape du mont Serein. En avril, il est cinquième des Trois Jours de La Panne, puis est un équipier précieux pour Alessandro Ballan lors du Tour des Flandres. Il lance le sprint de Ballan qui prend la quatrième place, et termine pour sa part neuvième. Le mois suivant, il dispute son premier grand tour, le Tour d'Italie, dont il prend la 75e place. Cinquième du Tour de Slovénie en juin, il participe aux Jeux olympiques en août. Il fait partie de l'équipe de quatre coureurs slovènes qui dispute la course en ligne, qu'il abandonne après une chute . Il représente ensuite la Slovénie au contre-la-montre, dont il prend la 28e place.
En 2009, il est sixième du Tour de la province de Grosseto en début de saison et obtient sa première avec Lampre en gagnant une étape du Tour de Slovénie. En juillet, il dispute son premier Tour de France. Lors de la quinzième étape, il figure dans un groupe échappé puis attaque et entame seul en tête de course l'ascension menant à Verbier, lieu d'arrivée. Il est rattrapé dans la montée et reçoit le prix de la combativité de cette étape. Il termine le Tour à la 108e place.
En 2010, Simon Špilak remporte le Tour de Romandie après le déclassement du vainqueur initial Alejandro Valverde. Il remporte également la quatrième étape au pas de Morgins. Il se classe troisième du Tour de Bavière puis dispute le Tour de France, qu'il ne termine pas. Il se classe onzième de l'Eneco Tour en août et 31e du championnat du monde sur route à Melbourne. En début de saison 2011, il se classe cinquième du Tour du Frioul puis treizième de Paris-Nice. Il dispute le Tour d'Italie puis est à nouveau cinquième du Tour de Slovénie.

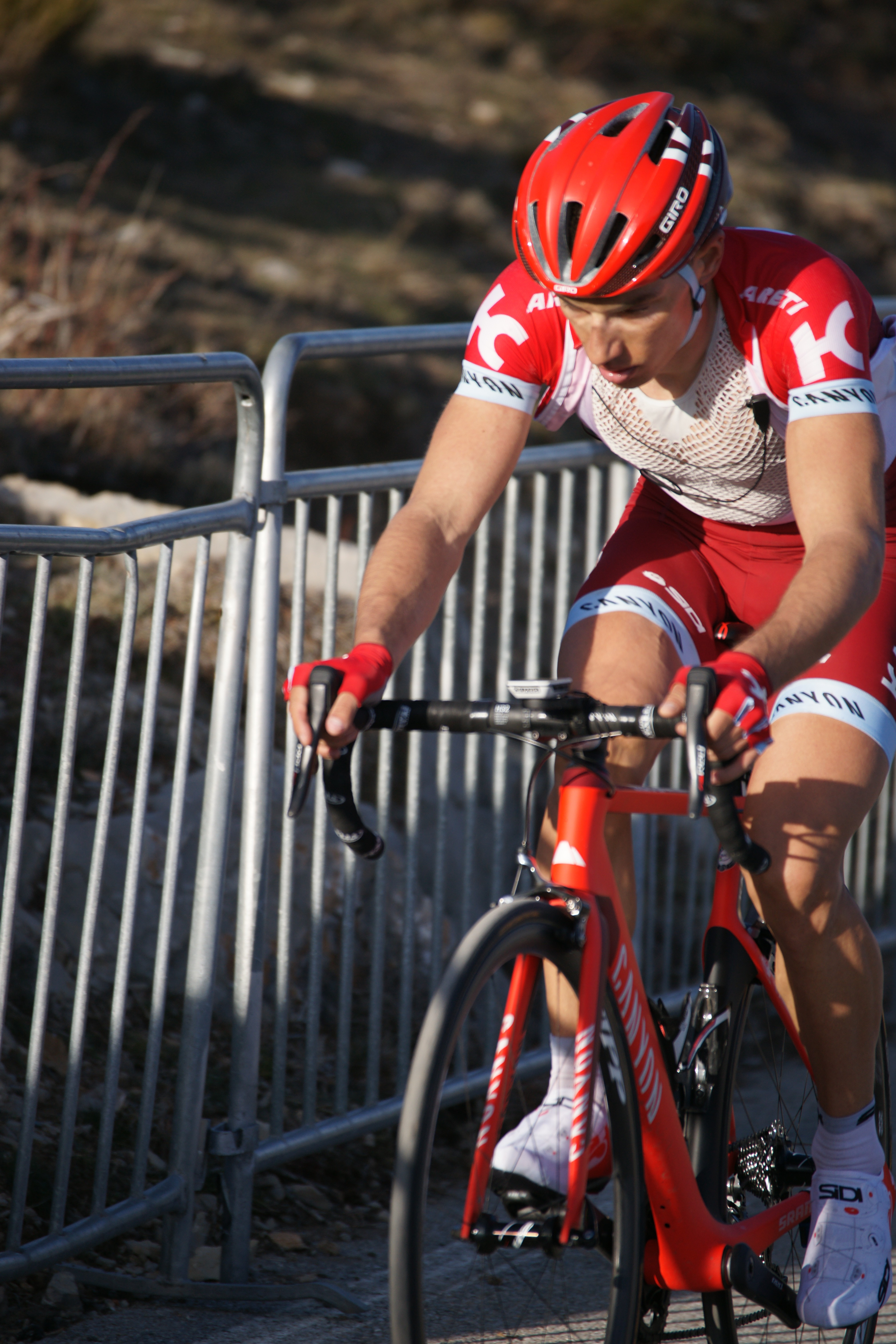
Simon Špilak dans la montée de la Madone d'Utelle lors de Paris-Nice 2016

En 2012, Špilak rejoint l'équipe russe Katusha. Il obtient de bons résultats lors de courses à étapes en terminant quatrième du Paris-Nice, huitième du Tour de Romandie et du Tour de Belgique, et dixième du Tour du Pays basque. En 2013, il est quatrième du Tour d'Andalousie, sixième de Paris-Nice puis remporte le Grand Prix Miguel Indurain. Par la suite, il remporte le Grand Prix de Francfort avant de se classer deuxième du Tour de Romandie derrière Chris Froome, gagnant la quatrième étape aux Diablerets. En 2014, il se classe huitième de Paris-Nice, puis comme l'année précédente, quatrième du Tour du Pays basque. En mai il termine deuxième du Tour de Romandie derrière Chris Froome en remportant la troisième étape à Aigle. Sur le Criterium du Dauphiné à quelques semaines du Tour, parti dans l'échappée matinale lors de la cinquième étape, Špilak s'isole dans la côte de Laffrey à plus de 20 km du but. À l'arrivée à La Mure, il s'impose, prolongeant le succès de Katusha, déjà victorieuse la veille à Gap avec Yury Trofimov. En fin de saison sur l'Arctic Race of Norway, Špilak s'illustre une nouvelle fois en remportant la troisième étape devant Steven Kruijswijk. En 2015, il se classe troisième de Paris-Nice, puis, en mai, second, encore une fois du Tour de Romandie derrière son équipier Ilnur Zakarin. En juin, il obtient son moment de gloire en remportant le Tour de Suisse. L'année 2016 s'avère plus difficile pour Špilak, huitième du Tour du Pays basque, septième du Tour de Romandie et neuvième au Tour de Suisse. En juin 2017, à 9 km de l'arrivée de la septième étape du Tour de Suisse, il s'échappe et l'emporte sur le glacier de Sölden. Il s'empare par la même occasion du maillot jaune de leader, qu'il conserve jusqu'à l'arrivée à Shaffhouse. En août, il se classe également deuxième de la Pro Ötzaler 5500, derrière Roman Kreuziger. En fin de saison, il renouvelle un contrat de deux ans avec l'équipe Katusha. L'année suivante, Špilak se classe neuvième du GP Miguel Indurain et sixième du Tour de Suisse à 1 min 47 s du vainqueur Richie Porte.
Lors de la saison 2019, il obtient plusieurs résultats notables sur les courses par étapes. Il intègre le top 10 du Tour de l'Algarve (10e), du Tour de Romandie (9e), du Tour de Californie (6e) et du Tour de Suisse (6e). À la fin de la saison, en raison de l'arrêt de la structure Katusha-Alpecin, il choisit de mettre un terme à sa carrière malgré une proposition de l'équipe Bahrain-Merida.

## Palmarès

### Palmarès amateur
| - 2001 - Champion de Slovénie sur route U17 - 2003 - Champion de Slovénie du contre-la-montre juniors - Gran Premio dell'Arno - 1re étape du Tour de Croatie juniors - 4e étape du Giro della Lunigiana - 2e du Tour de Croatie juniors - 2e du Tour d'Istrie - 10e du championnat du monde du contre-la-montre juniors - 2004 - Champion de Slovénie sur route juniors - Champion de Slovénie du contre-la-montre juniors - Coppa Montes - Trofeo Dorigo Porte - 3e et 4eb (contre-la-montre) étapes de la Course de la Paix juniors - Liège-La Gleize : - Classement général - 2e étape - Grand Prix Général Patton : - Classement général - 1re étape - Gran Premio dell'Arno - 4e étape du Giro della Lunigiana - 2e de la Course de la Paix juniors - 2e de la Coupe du monde UCI Juniors - 3e du championnat du monde sur route juniors | - 2005 - Champion de Slovénie sur route espoirs - 5e du championnat du monde du contre-la-montre espoirs - 9e du championnat d'Europe sur route espoirs - 2006 - Trofej Plava Laguna 1 - Tour de Styrie : - Classement général - 1re étape - 2e du championnat de Slovénie du contre-la-montre espoirs - 7e du championnat d'Europe du contre-la-montre espoirs - 8e du championnat du monde du contre-la-montre espoirs - 2007 - Côte picarde |  |

### Palmarès professionnel
| - 2008 - 9e du Tour des Flandres - 2009 - 3e étape du Tour de Slovénie - 2010 - Tour de Romandie : - Classement général - 4e étape - 3e du Tour de Bavière - 2012 - 4e de Paris-Nice - 8e du Tour de Romandie - 10e du Tour du Pays basque - 2013 - Grand Prix Miguel Indurain - 4e étape du Tour de Romandie - Grand Prix de Francfort - 2e du Tour de Romandie - 4e du Tour du Pays basque - 6e de Paris-Nice - 9e du Tour de Suisse - 2014 - 3e étape du Tour de Romandie - 5e étape du Critérium du Dauphiné - 3e étape de l'Arctic Race of Norway - 2e du Tour de Romandie - 4e du Tour du Pays basque - 8e de Paris-Nice | - 2015 - Classement général du Tour de Suisse - 2e du Tour de Romandie - 3e de Paris-Nice - 2016 - 7e du Tour de Romandie - 8e du Tour du Pays basque - 9e du Tour de Suisse - 2017 - Tour de Suisse : - Classement général - 6e étape - 2e de la Pro Ötztaler 5500 - 10e du Tour du Pays basque - 2018 - 6e du Tour de Suisse - 2019 - 6e du Tour de Californie - 6e du Tour de Suisse - 9e du Tour de Romandie |  |

## Résultats sur les grands tours

### Tour de France
3 participations
- 2009 : 109e
- 2010 : abandon (17e étape)
- 2014 : abandon (17e étape)

### Tour d'Italie
2 participations
- 2008 : 48e
- 2011 : 117e

## Classements mondiaux
| Année                  | 2005 | 2006 | 2007 | 2008 | 2009 | 2010 | 2011 | 2012 | 2013 | 2014 | 2015 | 2016 | 2017 |
| ---------------------- | ---- | ---- | ---- | ---- | ---- | ---- | ---- | ---- | ---- | ---- | ---- | ---- | ---- |
| Classement ProTour     |      |      |      | 94e  |      |      |      |      |      |      |      |      |      |
| Calendrier mondial UCI |      |      |      |      | nc   | 47e  |      |      |      |      |      |      |      |
| UCI World Tour         |      |      |      |      |      |      | nc   | 61e  | 21e  | 29e  | 16e  | 78e  | 55e  |
| UCI Europe Tour        | 579e | 303e | 169e |      |      |      |      |      |      |      |      |      |      |